# Provinz Sullana
Die Provinz Sullana ist eine von acht Provinzen der Region Piura in Nordwest-Peru. Die Provinz hat eine Fläche von 5423,61 km². Beim Zensus 2017 lebten 311.454 Menschen in der Provinz. Im Jahr 1993 lag die Einwohnerzahl bei 234.562, im Jahr 2007 bei 287.680. Die Provinzverwaltung befindet sich in der Großstadt Sullana.

## Geographische Lage
Die Provinz Sullana liegt im Norden der Region Piura. Sie erstreckt sich über die teils wüstenhafte Küstenebene und reicht bis zu 15 km an die Pazifikküste heran. Die Längsausdehnung in NNw-SSO-Richtung beträgt etwa 140 km. Der Río Chira durchquert die Provinz in überwiegend südwestlicher Richtung. Er wird im Osten der Provinz zum Poechos-Stausee aufgestaut. Entlang dem Flusslauf wird bewässerte Landwirtschaft betrieben. Im Nordwesten der Provinz liegt der Nationalpark Cerros de Amotape.
Die Provinz Sullana grenzt im Norden an die Region Tumbes sowie an Ecuador. Im Osten liegen die Provinzen Ayabaca und Piura, im Westen die Provinzen Paita und Talara.

## Verwaltungsgliederung
Die Provinz Sullana ist in acht Distrikte (Distritos) gegliedert. Der Distrikt Sullana ist Sitz der Provinzverwaltung.
| Distrikt         | Verwaltungssitz |
| ---------------- | --------------- |
| Bellavista       | Bellavista      |
| Ignacio Escudero | San Jacinto     |
| Lancones         | Lancones        |
| Marcavelica      | Marcavelica     |
| Miguel Checa     | Sojo            |
| Querecotillo     | Querecotillo    |
| Salitral         | Salitral        |
| Sullana          | Sullana         |